# Armina carneola
Armina carneola is een slakkensoort uit de familie van de Arminidae. De wetenschappelijke naam van de soort is voor het eerst geldig gepubliceerd in 1970 door Lim & Chou.